# Juranville
Pour les articles homonymes, voir Juranville (homonymie).
Juranville est une commune française, située dans le département du Loiret en région Centre-Val de Loire.

## Géographie

### Localisation

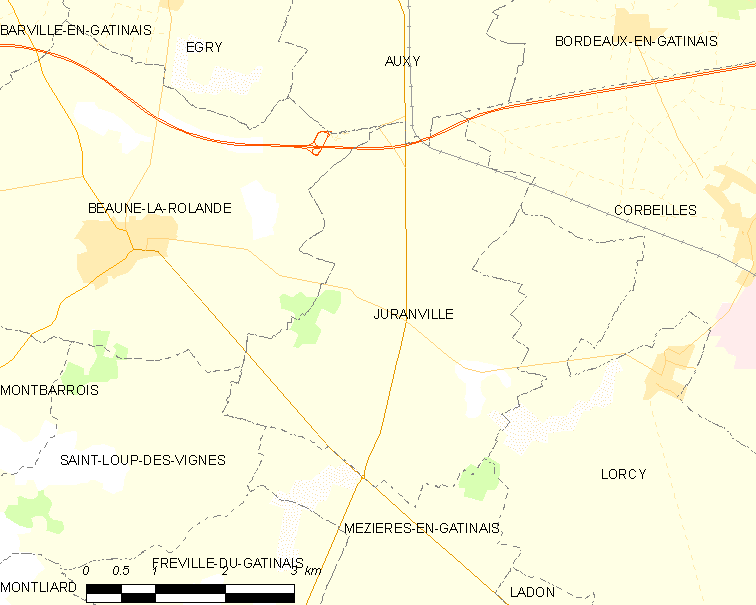
Carte de la commune de Juranville et des communes limitrophes.

La commune de Juranville se trouve dans le quadrant nord-est du département du Loiret, dans la région agricole du Gâtinais riche,.  À vol d'oiseau, elle se situe à 46,8 km  d'Orléans, préfecture du département, à 22,3 km de Pithiviers, sous-préfecture, et à 5,2 km de Beaune-la-Rolande, ancien chef-lieu du canton dont dépendait la commune avant mars 2015. La commune fait partie du bassin de vie de Beaune-la-Rolande.
Les communes les plus proches sont : Mézières-en-Gâtinais (2,1 km), Lorcy (2,9 km), Corbeilles (4,4 km), Fréville-du-Gâtinais (5,1 km), Beaune-la-Rolande (5,2 km), Bordeaux-en-Gâtinais (5,5 km), Saint-Loup-des-Vignes (5,7 km), Chapelon (6,4 km), Ladon (6,4 km) et Égry (6,9 km).
| Beaune-la-Rolande     | Auxy                 | Corbeilles |
| Beaune-la-Rolande     | Juranville           | Lorcy      |
| Saint-Loup-des-Vignes | Mézières-en-Gâtinais |            |

### Lieux-dits et écarts
Les Charriers ; Pavé-de-Juranville ; Venouille ; Longcourt ; la Motte-Bastille ; les Bordes.

### Géologie et relief
La commune est classée en zone de sismicité 1, correspondant à une sismicité très faible.

### Hydrographie
- Le Maurepas, long de 19,4 km[8],
- Le ruisseau de Lavau, long de 4,6 km[9],
- La Rolande, long de 12,4 km[10].

### Voies de communication et transports

#### Infrastructures routières

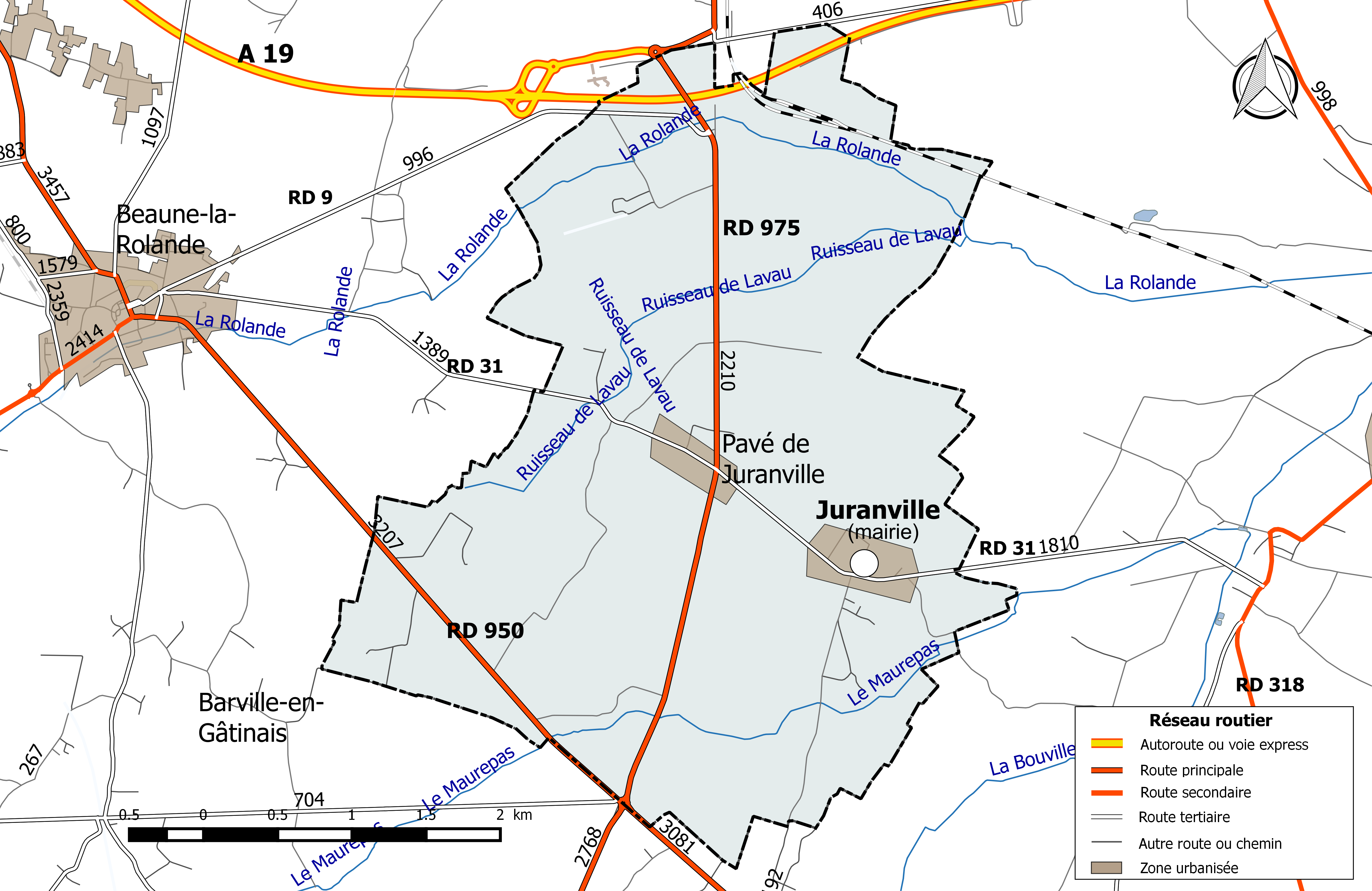
Réseau routier principal de la commune de Juranville (avec indication du trafic routier 2014).

La commune est traversée par l'autoute A19 et trois routes départementales : les RD 950 et 975, deux routes à grande circulation, et la RD 31, une route à faible trafic.
Les Charriers ; Pavé-de-Juranville ; Venouille ; Longcourt ; la Motte-Bastille ; les Bordes.
L'autoroute A19, mise en service en 2009,  traverse la commune dans sa partie nord. La commune est limitrophe du diffuseur de Beaune-la-Rolande, sur la commune d'Auxy et constituant la sortie n°6.
La route départementale 950 est une route à grande circulation qui relie la commune à Dadonville. Elle supporte en 2014, dans la section traversant la commune, un trafic de 3 207 véhicules/jour dont 369 poids lourds (11,5 %). La route départementale 975 est également une route à grande circulation qui relie Auxy à Bellegarde et fait en particulier la jonction avec le diffuseur de Beaune-la-Rolande, point d'accès à l'autoroute. Elle supporte en 2014 un trafic de 2 210 véhicules/jour dont 278 poids lourds (12,6 %). La RD 31 quant à elle relie Beaune-la-Rolande à Nargis et supporte un trafic de 1 389 véhicules/jour dans sa partie ouest et 1 810 véhicules/jour dans sa partie est.

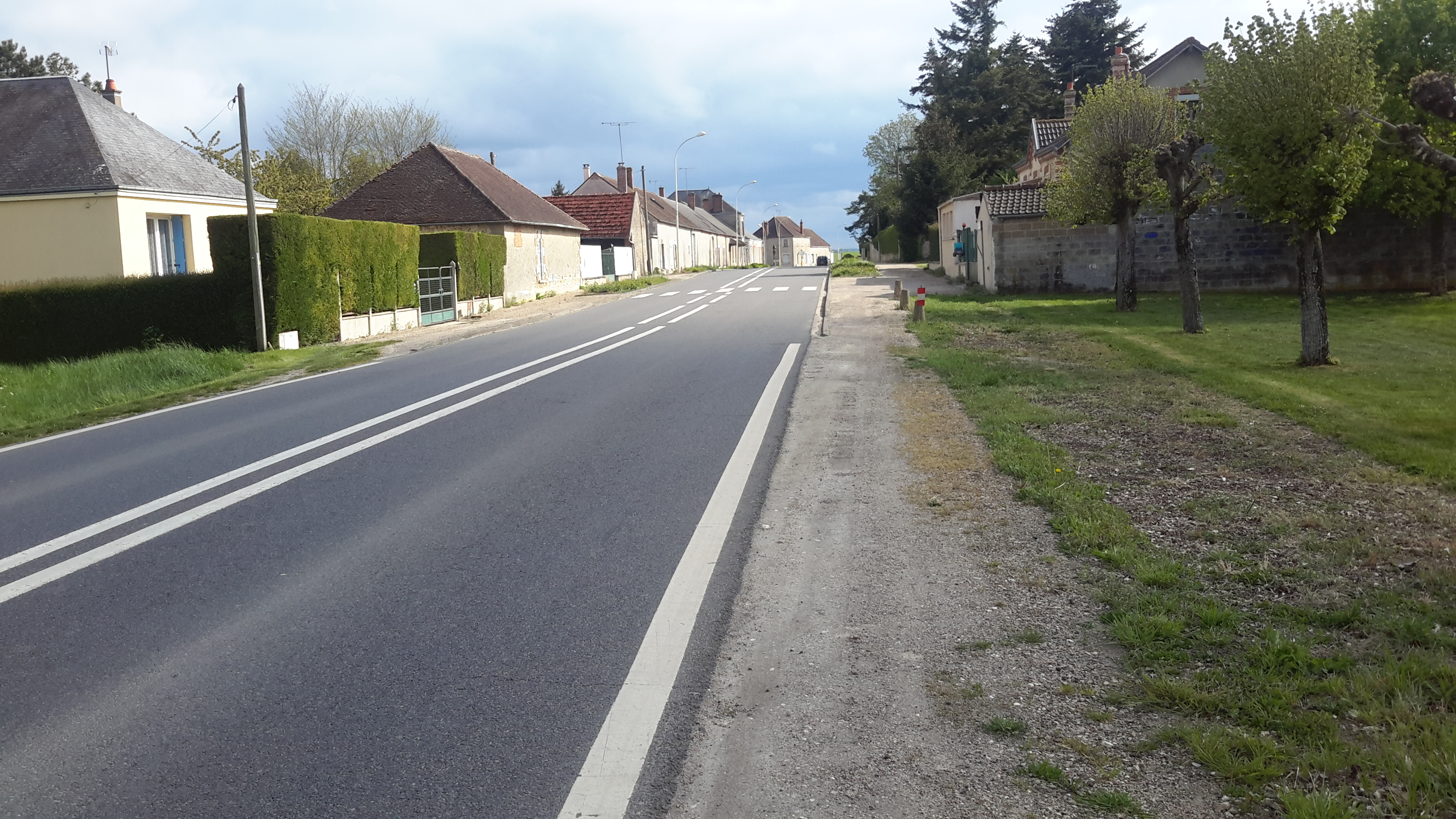
Le Pavé de Juranville.
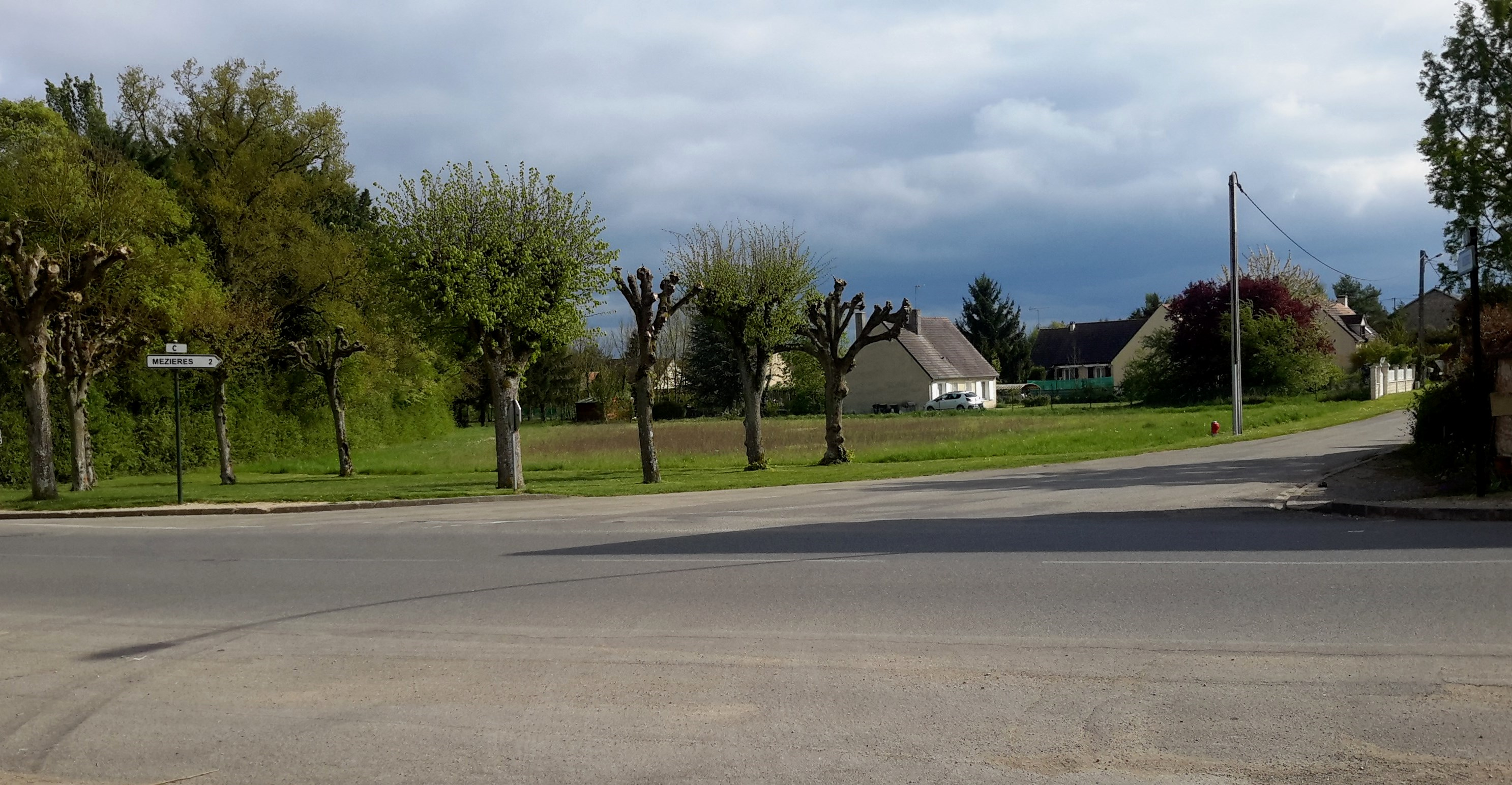
La route de Mézières vue de la rue du 21 août.

#### Transports en commun
Juranville est desservie par une ligne régulière du réseau d'autocars interurbains Ulys : la ligne 14 reliant Malesherbes à Montargis.

#### Infrastructures ferroviaires
La gare d'Auxy - Juranville était une station pour voyageurs concernant la ligne de Villeneuve-Saint-Georges à Montargis, section de Malesherbes à Montargis. L'emplacement est désormais très occasionnellement utilisé pour le fret.

### Climat
Pour des articles plus généraux, voir Climat du Centre-Val de Loire et Climat du Loiret.
En 2010, le climat de la commune est de type climat océanique dégradé des plaines du Centre et du Nord, selon une étude du CNRS s'appuyant sur une série de données couvrant la période 1971-2000. En 2020, Météo-France publie une typologie des climats de la France métropolitaine dans laquelle la commune est exposée à un climat océanique altéré et est dans la région climatique Sud-ouest du bassin Parisien, caractérisée par une faible pluviométrie, notamment au printemps (120 à 150 mm) et un hiver froid (3,5 °C).
Pour la période 1971-2000, la température annuelle moyenne est de 10,9 °C, avec une amplitude thermique annuelle de 15,5 °C. Le cumul annuel moyen de précipitations est de 684 mm, avec 10,8 jours de précipitations en janvier et 7,4 jours en juillet. Pour la période 1991-2020, la température moyenne annuelle observée sur la station météorologique de Météo-France la plus proche, sur la commune de Ladon à 8 km à vol d'oiseau, est de 11,7 °C et le cumul annuel moyen de précipitations est de 685,3 mm,. Pour l'avenir, les paramètres climatiques de la commune estimés pour 2050 selon différents scénarios d'émission de gaz à effet de serre sont consultables sur un site dédié publié par Météo-France en novembre 2022.

## Urbanisme

### Typologie
Au 1er janvier 2024, Juranville est catégorisée commune rurale à habitat dispersé, selon la nouvelle grille communale de densité à sept niveaux définie par l'Insee en 2022.
Elle est située hors unité urbaine et hors attraction des villes,.

### Occupation des sols
L'occupation des sols de la commune, telle qu'elle ressort de la base de données européenne d’occupation biophysique des sols Corine Land Cover (CLC), est marquée par l'importance des territoires agricoles (95,3 % en 2018), en diminution par rapport à 1990 (98,2 %). La répartition détaillée en 2018 est la suivante : 
terres arables (93 %), zones industrielles ou commerciales et réseaux de communication (2,7 %), zones agricoles hétérogènes (2,4 %), forêts (1,8 %), zones urbanisées (0,1 %).
L'évolution de l’occupation des sols de la commune et de ses infrastructures peut être observée sur les différentes représentations cartographiques du territoire : la carte de Cassini (XVIIIe siècle), la carte d'état-major (1820-1866) et les cartes ou photos aériennes de l'IGN pour la période actuelle (1950 à aujourd'hui).

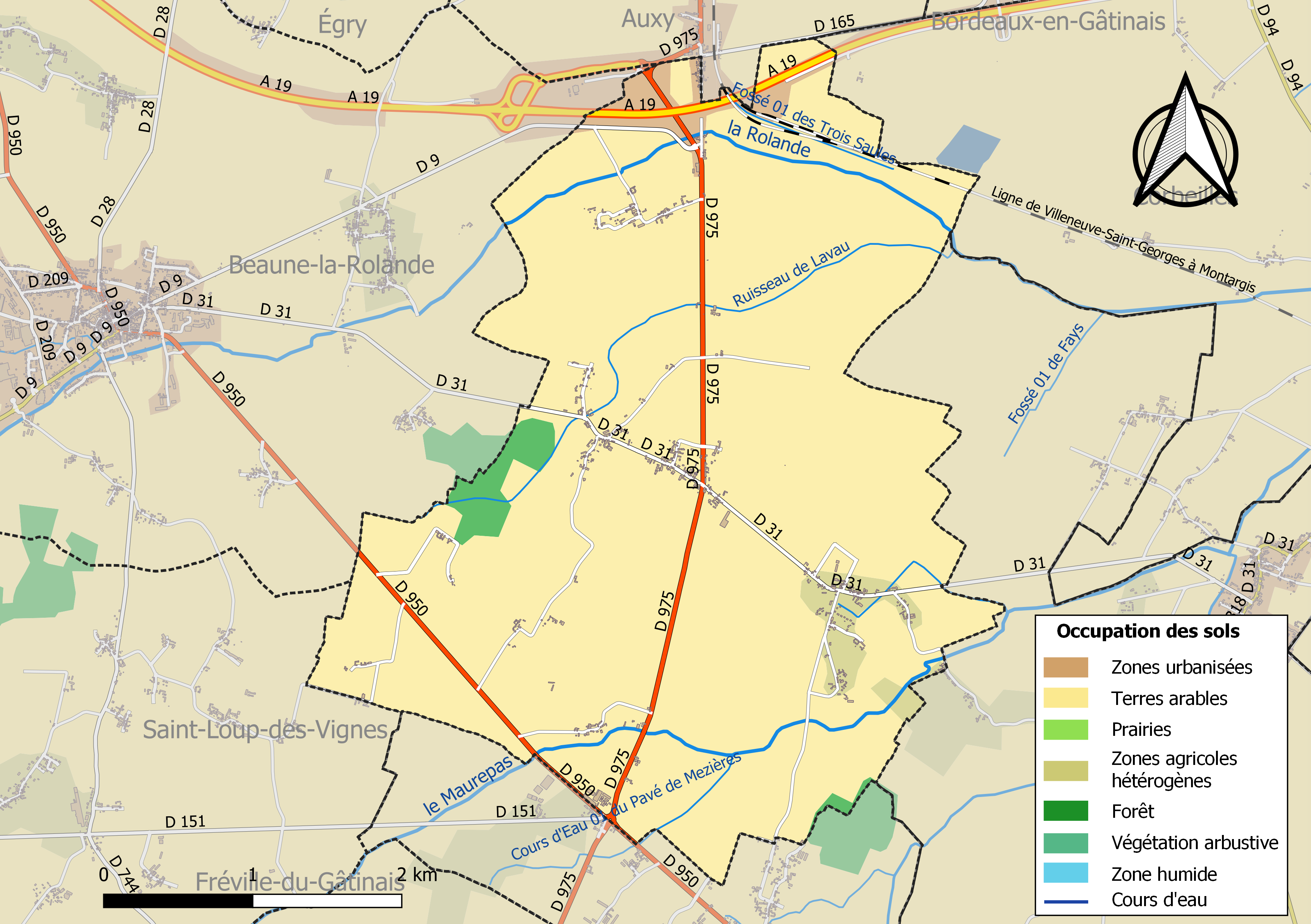
Carte des infrastructures et de l'occupation des sols de la commune en 2018 (CLC).
Carte orthophotographique de la commune en 2016.

### Logement
En 2013, le nombre total de logements dans la commune était de 244 (dont 98,4 % de maisons et 1,2 % d’appartements).
Parmi ces logements, 75,4 % étaient des résidences principales, 19,3 % des résidences secondaires et 5,3 % des logements vacants.
La part des ménages propriétaires de leur résidence principale s’élevait à 89,1 %.

### Risques majeurs
La commune de Juranville est vulnérable à différents aléas naturels : climatiques (hiver exceptionnel ou canicule), mouvements de terrains ou sismique (sismicité très faible). Elle est également exposée à un risque technologique : le risque de transport de matières dangereuses. 
Entre 1989 et 2019, quatre arrêtés ministériels ayant porté reconnaissance de catastrophe naturelle ont été pris pour le territoire de la commune  : trois  pour des inondations et coulées de boues et un pour des mouvements de terrains.

#### Risques naturels
Le territoire de la commune peut être concerné par un risque d'effondrement de cavités souterraines non connues. Une cartographie départementale de l'inventaire des cavités souterraines et des désordres de surface a été réalisée. Il a été recensé sur la commune plusieurs effondrements de cavités.
Par ailleurs, le sol du territoire communal peut faire l'objet de mouvements de terrain liés à la sécheresse. Le phénomène de retrait-gonflement des argiles est la conséquence d'un changement d'humidité des sols argileux. Les argiles sont capables de fixer l'eau disponible mais aussi de la perdre en se rétractant en cas de sécheresse. Ce phénomène peut provoquer des dégâts très importants sur les constructions (fissures, déformations des ouvertures) pouvant rendre inhabitables certains locaux. Celui-ci a particulièrement affecté le Loiret après la canicule de l'été 2003. Une grande partie du territoire de la commune est soumise à un aléa « moyen » face à ce risque, selon l'échelle définie par le Bureau de recherches géologiques et minières (BRGM).
Depuis le 22 octobre 2010, la France dispose d’un nouveau zonage sismique divisant le territoire national en cinq zones de sismicité croissante. La commune, à l’instar de l’ensemble du département,  est concernée par un risque très faible.

#### Risques technologiques
La commune est exposée au risque de transport de matières dangereuses, en raison du passage sur son territoire d'un itinéraire routier structurant supportant un fort trafic (l'autoroute A19),.

## Toponymie
Juranville provient du mot latin Jusanus, inférieur et désignait le domaine d'en bas.

## Histoire
Entre le 29 janvier et le 8 février 1939, plus de 2 800 réfugiés espagnols fuyant l'effondrement de la république espagnole devant les troupes de Franco, arrivent dans le Loiret. Devant l'insuffisance des structures d'accueil d’Orléans, 46 centres d’accueil ruraux sont ouverts, dont un à Juranville. Les réfugiés, essentiellement des femmes et des enfants (les hommes sont désarmés et retenus dans le Sud de la France), sont soumis à une quarantaine stricte, vaccinés, le courrier est limité, et le ravitaillement, s'il est peu varié et cuisiné à la française, est cependant assuré. Une partie des réfugiés rentrent en Espagne, incités par le gouvernement français qui facilite les conditions du retour, ceux préférant rester sont regroupés au camp de la verrerie des Aydes, à Fleury-les-Aubrais.

## Politique et administration

### Découpage territorial

#### Bloc communal: Commune et intercommunalités
La paroisse de Juranville acquiert le statut de municipalité avec le  décret du 12 novembre 1789 de l'Assemblée Nationale puis celui de « commune », au sens de l'administration territoriale actuelle, par le décret de la Convention nationale du 10 brumaire an II (31 octobre 1793). Il faut toutefois attendre la loi du 5 avril 1884 sur l'organisation municipale pour qu'un régime juridique uniforme soit défini pour toutes les communes de France, point de départ de l’affirmation progressive des communes face au pouvoir central.
Aucun événement de restructuration majeure du territoire, de type suppression, cession ou réception de territoire, n'a affecté la commune depuis sa création.
La commune est membre de la Communauté de communes du Beaunois depuis sa création le 20 décembre 1995 jusqu'en 2016, un établissement public de coopération intercommunale issu de la transformation du S.I.Vo.M de Beaune-la-Rolande, créée en mai 1959, en communauté de communes. Depuis le 1er janvier 2017, la commune est membre de la Communauté de communes du Pithiverais-Gâtinais, issue de la fusion de la communauté de communes du Beaunois, de la communauté de communes des Terres puiseautines étendue à la commune nouvelle Le Malesherbois.

#### Circonscriptions de rattachement
Sous l'Ancien Régime, à la veille des États généraux de 1789, la paroisse de Juranville était rattachée sur le plan ecclésiastique à l'ancien diocèse de Sens et sur le plan administratif à la généralité de Paris, élection de Nemours.
La loi du 22 décembre 1789 divise le pays en 83 départements découpés chacun en six à neuf districts eux-mêmes découpés en cantons regroupant des communes. Les districts, tout comme les départements, sont le siège d’une administration d’État et constituent à ce titre des circonscriptions administratives. La commune de Juranville est alors incluse dans le canton de Beaune, le district de Boiscommun et le département du Loiret.
La recherche d’un équilibre entre la volonté d’organiser une administration dont les cadres permettent l’exécution et le contrôle des lois d’une part, et la volonté d’accorder une certaine autonomie aux collectivités de base (paroisses, bourgs, villes) d’autre part, s’étale de 1789 à 1838. Les découpages territoriaux évoluent ensuite au gré des réformes visant à décentraliser ou recentraliser l'action de l'État. La régionalisation fonctionnelle des services de l'État (1945-1971) aboutit à la création de régions. L'acte I de la décentralisation de 1982-1983 constitue une étape importante en donnant l'autonomie aux collectivités territoriales, régions, départements et communes. L'acte II intervient en 2003-2006, puis l'acte III en 2012-2015.
Le tableau suivant présente les rattachements, au niveau infra-départemental, de la commune de Juranville aux différentes circonscriptions administratives et électorales ainsi que l'historique de l'évolution de leurs territoires.
| Circonscription             | Nom                | Période   | Type                         | Évolution du découpage territorial |
| --------------------------- | ------------------ | --------- | ---------------------------- | --- |
| District                    | Boiscommun         | 1790-1795 | Administrative               | La commune est rattachée au district de Boiscommun de 1790 à 1795,. La Constitution du 5 fructidor an III, appliquée à partir de vendémiaire an IV (1795) supprime les districts, rouages administratifs liés à la Terreur, mais maintient les cantons qui acquièrent dès lors plus d'importance. |
| Canton                      | Beaune             | 1790-1801 | Administrative et électorale | Le 10 février 1790, la municipalité de Juranville est rattachée au canton de Beaune. Les cantons acquièrent une fonction administrative avec la disparition des districts en 1795. |
| Canton                      | Beaune             | 1801-2015 | Administrative et électorale | Sous le Consulat, un redécoupage territorial visant à réduire le nombre de justices de paix ramène le nombre de cantons dans le Loiret de 59 à 31. Juranville est alors rattachée par arrêté du 9 vendémiaire an X (30 septembre 1801) au canton de Beaune,. |
| Canton                      | Malesherbes        | 2015-     | Électorale                   | La loi du 17 mai 2013 et ses décrets d'application publiés en février et mars 2014 introduisent un nouveau découpage territorial pour les élections départementales. La commune est alors rattachée au nouveau canton de Malesherbes. Depuis cette réforme, plus aucun service de l'État n'exerce sa compétence sur un territoire s'appuyant sur le nouveau découpage cantonal. Le canton a disparu en tant que circonscription administrative de l'État ; il est désormais uniquement une circonscription électorale dédiée à l'élection d'un binôme de conseillers départementaux siégeant au conseil départemental. |
| Arrondissement              | Pithiviers         | 1801-1926 | Administrative               | Juranville est rattachée à l'arrondissement de Pithiviers par arrêté du 9 vendémiaire an X (30 septembre 1801),. |
| Arrondissement              | Orléans            | 1926-1942 | Administrative               | Sous la Troisième République, en raison d'un endettement considérable et de l'effort nécessaire pour la reconstruction post-Première Guerre mondiale, la France traverse une crise financière. Pour réduire les dépenses de l’État, Raymond Poincaré fait voter plusieurs décrets-lois réformant en profondeur l’administration française : 106 arrondissements sont ainsi supprimés, dont ceux de Gien et de Pithiviers dans le Loiret par décret du 10 septembre 1926. Juranville est ainsi transférée de l'arrondissement de Pithiviers à celui d'Orléans,.                                                         |
| Arrondissement              | Pithiviers         | 1942-     | Administrative               | La loi du 1er juin 1942 rétablit l'arrondissement de Pithiviers. Juranville est alors à nouveau rattachée à l'arrondissement de Pithiviers. |
| Circonscription législative | 5e circonscription | 2010-     | Électorale                   | Lors du découpage législatif de 1986, le nombre de circonscriptions législatives passe dans le Loiret de 4 à 5. Un nouveau redécoupage intervient en 2010 avec la loi du 23 février 2010. En attribuant un siège de député « par tranche » de 125 000 habitants, le nombre de circonscriptions par département varie désormais de 1 à 21,. Dans le Loiret, le nombre de circonscriptions passe de cinq à six. La réforme n'affecte pas Juranville qui reste rattachée à la cinquième circonscription. |

#### Collectivités de rattachement
La commune de Juranville est rattachée au département du Loiret et à la région Centre-Val de Loire, à la fois circonscriptions administratives de l'État et collectivités territoriales.

### Politique et administration municipales

#### Conseil municipal et maire
Depuis les élections municipales de 2014, le conseil municipal  de Juranville, commune de moins de 1 000 habitants, est élu au scrutin majoritaire plurinominal à deux tours, les électeurs pouvant modifier les listes, panacher, ajouter ou supprimer des candidats sans que le vote soit nul,  pour un mandat de six ans renouvelable. Il est composé de 11 membres. L'exécutif communal est constitué par le maire, élu par le conseil municipal, parmi ses membres, pour un mandat de six ans, c'est-à-dire pour la durée du mandat du conseil.
| Période   | Période  | Identité       | Étiquette | Qualité                       |
| --------- | -------- | -------------- | --------- | ----------------------------- |
| mars 2014 | En cours | Michel Sureau, |           | Ancien agriculteur exploitant |

## Équipements et services

### Environnement

#### Gestion des déchets
En  2016, la commune est membre du SITOMAP de la région Pithiviers, créé en 1968. Celui-ci assure la collecte et le traitement des ordures ménagères résiduelles, des emballages ménagers recyclables  et des encombrants en porte à porte et du verre en points d’apport volontaire. Un réseau de huit déchèteries accueille les encombrants et autres déchets spécifiques (déchets verts, déchets dangereux, gravats, ferraille, cartons…). La déchèterie la plus proche de la commune est située sur la commune de Beaune-la-Rolande. L'élimination et la valorisation énergétique des déchets ménagers et de ceux issus de la collecte sélective sont effectuées dans l'outil de traitement appelé BEGEVAL, installé à Pithiviers et géré par le syndicat de traitement Beauce Gâtinais Valorisation (BGV) qui regroupe le territoire des trois syndicats de collecte : SMETOM, SITOMAP et SIRTOMRA. Cet outil est composé d’un centre de valorisation matière qui trie les emballages issus de la collecte sélective, les journaux-magazines et les cartons de déchèteries, et d’un centre de valorisation énergétique qui incinère les ordures ménagères résiduelles et le tout-venant incinérable des déchèteries ainsi que les refus du centre de tri.
Depuis le 1er janvier 2017, la « gestion des déchets ménagers » ne fait plus partie des compétences de la commune mais est une compétence obligatoire de la communauté de communes du Pithiverais-Gâtinais en application de la loi NOTRe du 7 août 2015.

#### Production et distribution d'eau
Le service public d’eau potable est une compétence obligatoire des communes depuis l’adoption de la loi du 30 décembre 2006 sur l’eau et les milieux aquatiques. Au 31 décembre 2016, la production et la distribution de l'eau potable sur le territoire communal sont assurées par la commune elle-même.
La loi NOTRe du 7 août 2015 prévoit que le transfert des compétences « eau et assainissement » vers les communautés de communes sera obligatoire à compter du 1er janvier 2020. Le transfert d’une compétence entraîne  de  facto la mise à disposition gratuite de plein droit des biens, équipements et services publics utilisés, à la date du transfert, pour l'exercice de ces compétences et la substitution de la communauté dans les droits et obligations des communes,.

#### Assainissement
La compétence assainissement, qui recouvre obligatoirement la collecte, le transport et l’épuration des eaux usées, l’élimination des boues produites, ainsi que le contrôle des raccordements aux réseaux publics de collecte, est assurée  par la commune elle-même.
La commune est raccordée à une station d'épuration située sur le territoire communal, mise en service le 1er janvier 2003 et dont la capacité nominale de traitement est de  180 EH, soit 27 m3/jour. Cet équipement utilise un procédé d'épuration de type filtre à sable,.
L’assainissement non collectif (ANC) désigne les installations individuelles de traitement des eaux domestiques qui ne sont pas desservies par un réseau public de collecte des eaux usées et qui doivent en conséquence traiter elles-mêmes leurs eaux usées avant de les rejeter dans le milieu naturel. Depuis le 1er janvier 2017, la communauté de communes du Pithiverais-Gâtinais, issue de la fusion de la communauté de communes du Beaunois, de la communauté de communes des Terres puiseautines étendue à la commune nouvelle Le Malesherbois, assure le service public d'assainissement non collectif (SPANC). Celui-ci a pour mission de vérifier la bonne exécution des travaux de réalisation et de réhabilitation, ainsi que le bon fonctionnement et l’entretien des installations,.

### Enseignement
Juranville est situé dans l'académie d'Orléans-Tours et dans la circonscription de Pithiviers.

## Population et société

### Démographie
L'évolution du nombre d'habitants est connue à travers les recensements de la population effectués dans la commune depuis 1793. Pour les communes de moins de 10 000 habitants, une enquête de recensement portant sur toute la population est réalisée tous les cinq ans, les populations de référence des années intermédiaires étant quant à elles estimées par interpolation ou extrapolation. Pour la commune, le premier recensement exhaustif entrant dans le cadre du nouveau dispositif a été réalisé en 2008.
En 2022, la commune comptait 435 habitants, en évolution de −2,9 % par rapport à 2016 (Loiret : +1,89 %, France hors Mayotte : +2,11 %).
| 1793 | 1800 | 1806 | 1821 | 1831 | 1836 | 1841 | 1846 | 1851 |
| ---- | ---- | ---- | ---- | ---- | ---- | ---- | ---- | ---- |
| 649  | 678  | 612  | 596  | 615  | 634  | 669  | 738  | 748  |

| 1856 | 1861 | 1866 | 1872 | 1876 | 1881 | 1886 | 1891 | 1896 |
| ---- | ---- | ---- | ---- | ---- | ---- | ---- | ---- | ---- |
| 805  | 820  | 806  | 813  | 860  | 835  | 840  | 798  | 712  |

| 1901 | 1906 | 1911 | 1921 | 1926 | 1931 | 1936 | 1946 | 1954 |
| ---- | ---- | ---- | ---- | ---- | ---- | ---- | ---- | ---- |
| 677  | 671  | 632  | 639  | 582  | 560  | 544  | 506  | 449  |

| 1962 | 1968 | 1975 | 1982 | 1990 | 1999 | 2006 | 2008 | 2013 |
| ---- | ---- | ---- | ---- | ---- | ---- | ---- | ---- | ---- |
| 394  | 381  | 350  | 334  | 373  | 403  | 461  | 478  | 461  |

| 2018 | 2022 | - | - | - | - | - | - | - |
| ---- | ---- | - | - | - | - | - | - | - |
| 435  | 435  | - | - | - | - | - | - | - |

## Économie

### Revenus de la population et fiscalité
Le nombre de ménages fiscaux en 2013 était de 186 et la  médiane du revenu disponible par unité de consommation  de 19 090 €.

### Emploi
En 2014, le nombre total d’emploi dans la zone était de 63, occupant 192 actifs résidants (salariés et non salariés) .
Le taux d’activité de la population âgée de 15 à 64 ans s'élevait à  76 % contre un taux de chômage de 15,8 %.

### Entreprises et commerces
En 2015, le nombre d’établissements actifs était de quarante-six dont cinq dans l’agriculture-sylviculture-pêche, cinq  dans l'industrie, neuf dans la construction, vingt-cinq dans le commerce-transports-services divers et deux étaient relatifs au secteur administratif.
Cette même année, quatre entreprises ont été créées par des auto-entrepreneurs.

## Culture locale et patrimoine

### Lieux et monuments
- L'église Saint-Martin des XIIe, XIIIe et XVIe siècles est inscrite à l'inventaire des Monuments historiques depuis le 20 août 1974[92]
- Le château de la Motte-Bastille des XVe, XVIIIe et XIXe siècles[93]
- Le monument aux morts des Bordes en pierre et en bronze datant de 1872 et 1873[94]

### Héraldique
| Blason de Juranville | Les armes de Juranville se blasonnent ainsi : D'azur au pal d'argent chargé de 3 alérions de sable, accompagné à dextre d'un croissant d'argent et à senestre d'un besant d'or. Adopté le 23 janvier 2001 |